# Calephelis bajaensis
Calephelis bajaensis is een vlindersoort uit de familie van de prachtvlinders (Riodinidae), onderfamilie Riodininae.
Calephelis bajaensis werd in 1971 beschreven door McAlpine.